# Obritoglavec
Obritoglavci ali tudi skinhedi (izvirno angleško: skinhead) so člani subkulturnih skupnosti, ki izvirajo iz Anglije, kjer so nastale v poznih 60 letih 20. stoletja. Prvotni obritoglavci so se izoblikovali iz treh različnih subkultur oziroma so imeli značilnosti treh subkultur. Nastali naj bi iz hard modov, ki so se razlikovali od drugih modov po tem, da so nosili krajše lase, zaščitne škornje (bulerje) in imeli videz bolj delavskega razreda (kamor so tudi spadali). Te subkulture so bile Mods, Bootboys in Rude Boys. Začetni obritoglavci so bili delavska mladina. Prvi pojav obritoglavcev v Angliji je bil najmočnejši v letu 1969, od tod tudi izvira številka 69, ki predstavlja simbol začetnih oziroma tradicionalnih obritoglavcev. Kasneje v 70., 80. in 90. letih so se obritoglavci razdelili na več vej in tudi sama obritoglavska subkultura je zajela Evropo, Ameriko in Avstralijo.
Obritoglavce delimo na več podsubkultur: tradicionalne (Trojan) obritoglavce, Oi! Skinheads, NS Skinheads (nacionalsocialistični obritoglavci), S.H.A.R.P. (skinheads against racial prejudice, obritoglavci proti rasnim predsodkom), RED in RASH (red (and anarchist) skinheads, rdeči (in anarhistični) obritoglavci).